# Salvia officinalis
Salvia officinalis, comúnmente llamada salvia, es una especie herbácea perteneciente a la familia de las lamiáceas. 

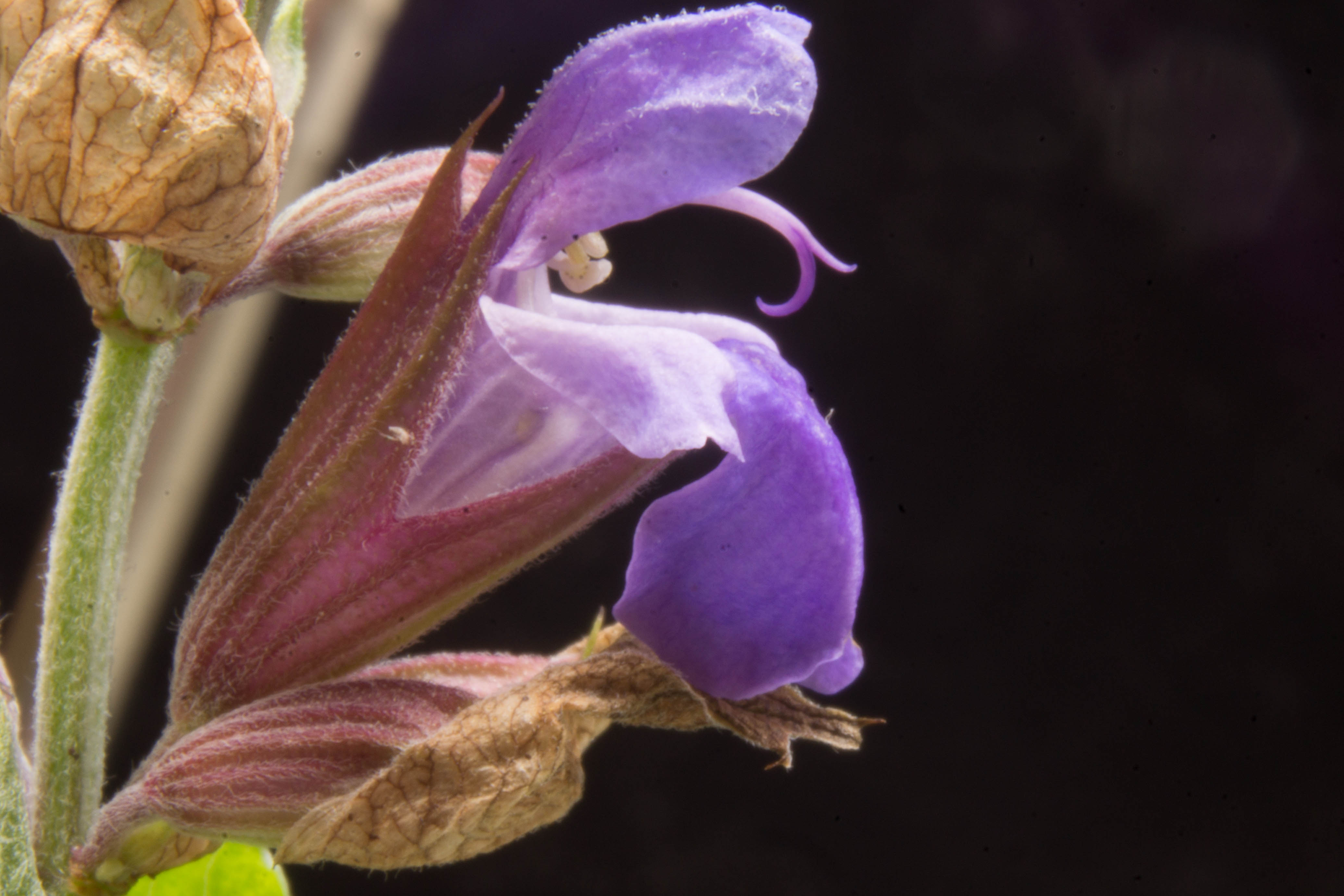
Detalle de la flor cerrada

## Distribución y hábitat
Es nativa de la región mediterránea, aunque se ha naturalizado en muchos lugares del mundo. Tiene una larga tradición tanto de usos medicinales como culinarios y durante los últimos tiempos se utiliza también como ornamental en los jardines.
Se encuentra en la Europa mediterránea, en sitios rocosos y herbazales secos, desde el nivel del mar hasta zonas montañosas. Tiene preferencia por los terrenos poco productivos y poco fértiles. En España predomina la variedad lavandulifolia.

## Descripción
Es una planta perenne aromática de hasta 70 cm de altura. Tallos erectos y pubescentes. Hojas pecioladas, oblongas y ovales, más raramente lanceoladas, con la nervadura bien marcada. Flores blanco-violáceas en racimos, con corola de hasta 3 cm, cuyo labio superior es casi recto; el cáliz es más pequeño que la corola con tonalidades púrpureas.

## Historia
S. officinalis se ha utilizado desde la antigüedad para alejar el mal, mordeduras de serpientes, aumentar la fertilidad de las mujeres, y más. Teofrasto escribió sobre dos salvias diferentes, una un arbusto salvaje la llamó sphakos y la otra una planta cultivada similar la llamó elelisphakos. Plinio el Viejo dijo de esta última planta que se llamaba salvia por los romanos, y se utilizaba como un diurético, un anestésico local para la piel, un astringente y para otros usos. Carlomagno en su edicto Capitulare de villis vel curtis imperii artículo n.º 70, ordena que se cultive en los jardines de los monasterios, durante la Alta Edad Media en el Imperio carolingio. Walafrido Strabo la describió en su poema Hortulus por tener un aroma dulce y ser útil para muchas dolencias humanas y se dirigió de nuevo a la raíz griega para el nombre y la llamó lelifagus.
La planta tenía una gran reputación en toda la Edad Media, con muchos dichos en referencia a sus propiedades curativas y valor. A veces se llama S. salvatrix (salvia el salvador), y fue uno de los ingredientes del Vinagre de los cuatro ladrones, una mezcla de hierbas que se supone que debían proteger de las plagas. Dioscórides, Plinio y Galeno las recomendaban como diurético, hemostático, emenagogo y tónico.

## Cultivares
La mayoría de ellos son cultivados más frecuentemente como ornamentales que por sus propiedades herbales, como pequeños arbustos y cubre suelos, especialmente en ubicaciones excesivamente soleadas. Se propagan fácilmente por esquejes durante la estación cálida.
- "Purpurascens", cultivar de hojas púrpura, considerado como el más fuerte de las Salvia.
- "Tricolor", cultivar con hojas variegadas blanco, amarillo y verde.
- "Berggarten", cultivar con hojas alargadas.
- "Icterina", cultivar con hojas variegadas amarillo verdosas.
- "Alba", cultivar de flores blancas.
- "Lavandulaefolia", cultivar de hojas pequeñas.

Un dicho medieval, a veces atribuido a Martin Lutero, es: "Cur moriatur homo cui Salvia crescit in horto?" ("¿por qué un hombre debe morir mientras crece la salvia en el jardín?").

## Usos

### Principios activos
Contiene aceites esenciales, flavonoides y principios amargos.

#### Fitoquímica
El aceite esencial de Salvia officinalis cambia su composición de acuerdo a la época del año, la naturaleza del suelo y el estado de estrés de la planta. Muchos componentes, sobre todo monoterpénicos y sesquiterpenos, se encuentran de manera regular tales como canfeno, pinenos α y β, limoneno, β-ocimenos (E y Z), terpinoleno, α-copaeno, β-bourboneno, linalol, acetatos de linalilo y bornilo, aromadendreno, terpinen-4-ol, terpinenos α y γ, α-humuleno, δ-cadineno, óxido de cariofileno, manol, sabineno, felandrenos α y β, alcanfor, humuleno, p-cimen-8-ol, cariofileno, acetato de α-terpililo, p-cimeno, borneol, isoborneol, tricicleno, sabinol, acetato de isobornilo, acetato de sabinilo, α-gurjuneno, alo-aromadendreno, viridiflorol, α-tuyeno, tuyonas α y β, óxido de humuleno, cadinoles α y δ, salvenos cis y trans, mirceno, β-cubeneno, farneseno, carvona, fencona, α-malieno, β-copaeno y calameneno.
Se han identificado diterpenos abietánicos tales como saficinólido, sageona, ácido carnósico, carnosol, rosmadial, rosmanol y epi-rosmanol

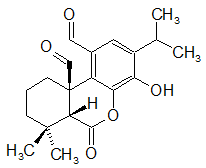
Saficinólido

Tres compuestos con esqueleto terpenoide de apianano fueron identificados como rel-(5S, 6S, 7S, 10R, 12S, 13R)-7-hidroxiapiana-8,14-dieno-11,16-dion-(22,6)-ólido, rel-(5S, 6S, 7R, 10R, 12S, 13R)-7-hidroxiapiana-8,14-dieno-11,16-dion-(22,6)-ólido y rel-(5S, 6S, 7S, 10R, 12R, 13S)-7-hidroxiapiana-8,14-dieno-11,16-dion-(22,6)-ólido. Otros componentes aislados son la salvigenina, lupeol, β-sitosterol, estigmasterol, columbaridiona, atuntzensina A y miltirona.

Salvigenina

También se han reportado glucósidos, tales como (1S,2R,4R)-1,8-epoxi-p-mentan-2-il-O-β-D-glucopiranósido,
(6R,9S)-3-oxo-R-ionol-β-D-glucopiranósido, (6R,9R)-3-oxo-R-ionol-β-D-glucopiranósido, eugenilglucósido, 6-O-cafeoil-β-D-fructofuranosil-(2→1)-R-D-glucopiranósido, 1-O-cafeoil-β-D-apiofuranosil-(1→6)-β-D-glucopiranósido, y 1-O-p-hidroxibenzoil-β-D-apiofuranosil-(1→6)-β-D-glucopiranósido.
Varios complejos de polisacáridos compuestos principalmente de galactosa (17.9%), 3-O-metil-galactosa (3.0%), glucosa (15.5%), manosa (8.3%), arabinosa (30.4%), xilosa (7.6%), fucosa (2.6%), ramnosa (6.7%), y ácidos urónicos (8.0%) de los cuales se han investigado su actividad inmunomodulatoria.

### Medicinales
Tiene muchas propiedades medicinales como antisudorífica, hipoglucemiante, emenagoga, estimulante, antiespasmódica, astringente y antiséptica. Por ello es cultivada como planta medicinal.
En la medicina tradicional austriaca la Salvia officinalis administrada por vía oral, como infusión o masticada, se utiliza para el tratamiento de enfermedades del tracto respiratorio y gastrointestinal, boca y piel.
La investigación científica sugiere cierta eficacia para el tratamiento de la enfermedad de Alzheimer. Igualmente mejora la memoria en sujetos sanos jóvenes.

### Culinarios

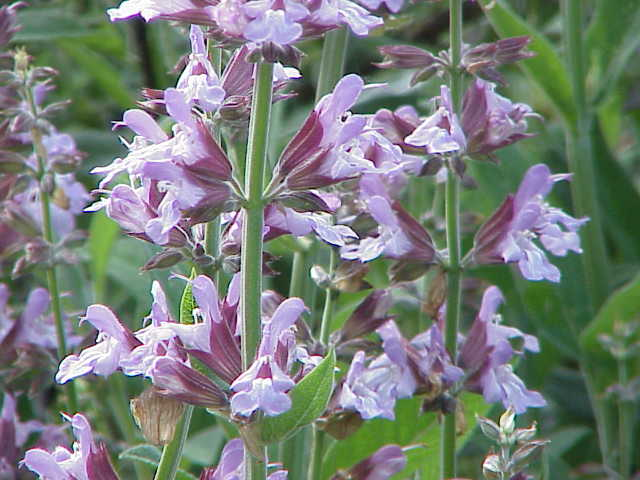
Detalle de las flores

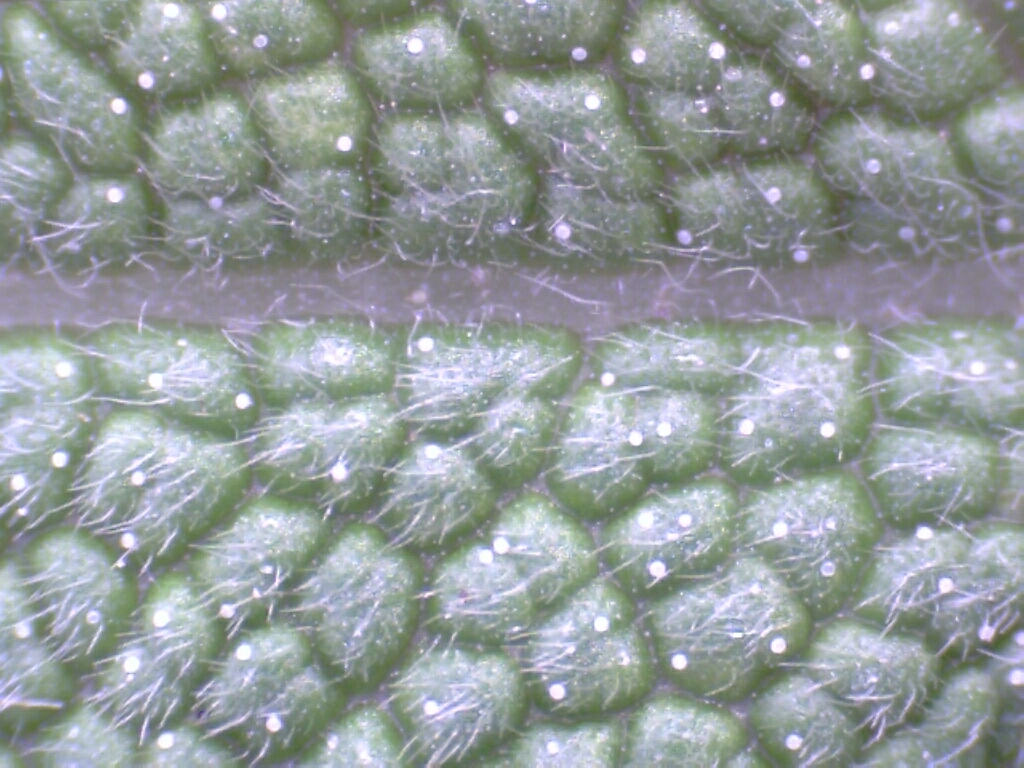
La parte superior de una hoja de salvia con tricomas visibles

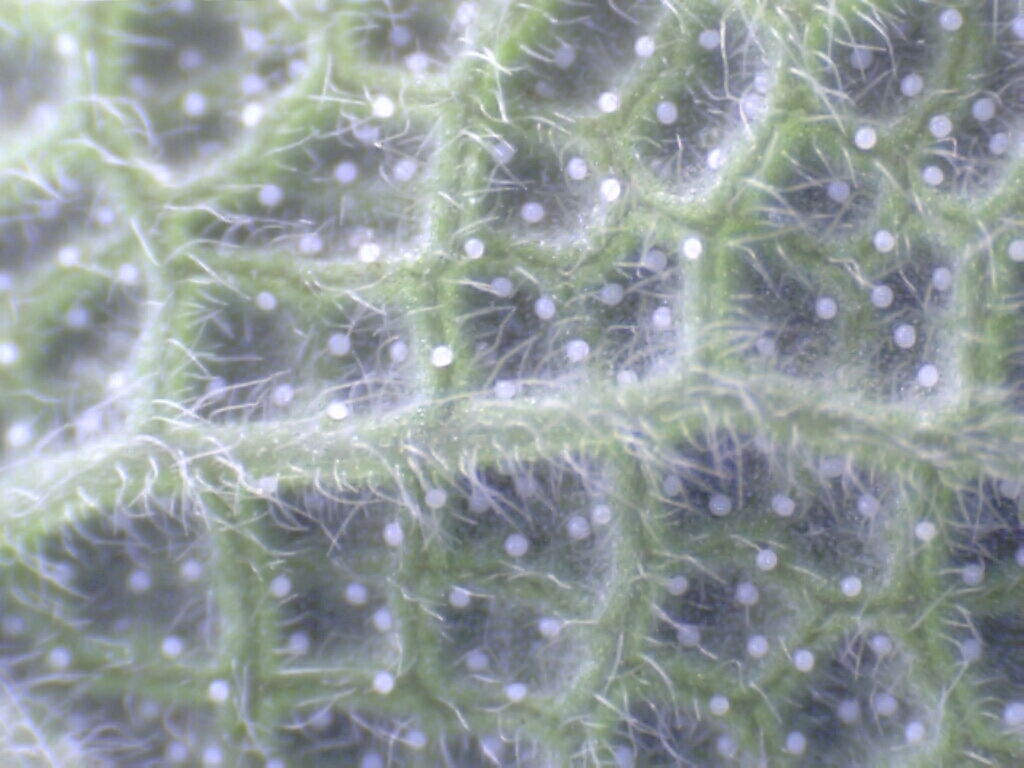
La parte inferior de una hoja de salvia (más tricomas son visibles en este lado).

Como condimento tiene un sabor ligeramente picante. En la cocina occidental, se usa para condimentar carnes grasas (especialmente las marinadas), quesos, y algunas bebidas.
Las semillas de salvia en Gran Bretaña, por generaciones han sido catalogadas como una de las hierbas esenciales, junto con el perejil, el romero y el tomillo (como en la canción popular «Scarborough Fair»). Tiene un sabor salado, ligeramente picante. Aparece en muchas cocinas europeas, sobre todo italianas, de los Balcanes y de cocina de Oriente Medio. En la cocina británica y americana, se sirve tradicionalmente la salvia y el relleno de cebolla, como acompañamiento de pavo asado o pollo en la Navidad o el Día de Acción de Gracias. Otros platos incluyen cazuela de carne de cerdo, queso Sage Derby y la salchicha de Lincolnshire. A pesar del uso común de hierbas tradicionales y disponibles en la cocina francesa, la salvia nunca halló preponderancia allí.

## Taxonomía
Salvia officinalis fue descrita por Carlos Linneo y publicada en Species Plantarum 1: 23, en 1753.
Ha sido cultivada por siglos en el Viejo Mundo por sus propiedades culinarias y medicinales y muchas veces ha sido descrita con propiedades curativas milagrosas. S. officinalis ha sido clasificada con varias denominaciones taxonómicas.

#### Etimología
Véase: Salvia
officinalis: epíteto latino que significa "vendida en herbolarios, medicinal", y se refiere al uso medicinal, officina, el cual fue una hierba tradicional en expendios medievales de los monasterios.

#### Citología
Número de cromosomas de Salvia officinalis (Fam. Labiatae) y táxones infraespecíficos: 2n=14.

#### Subespecies
Comprende 5 subespecies aceptadas:

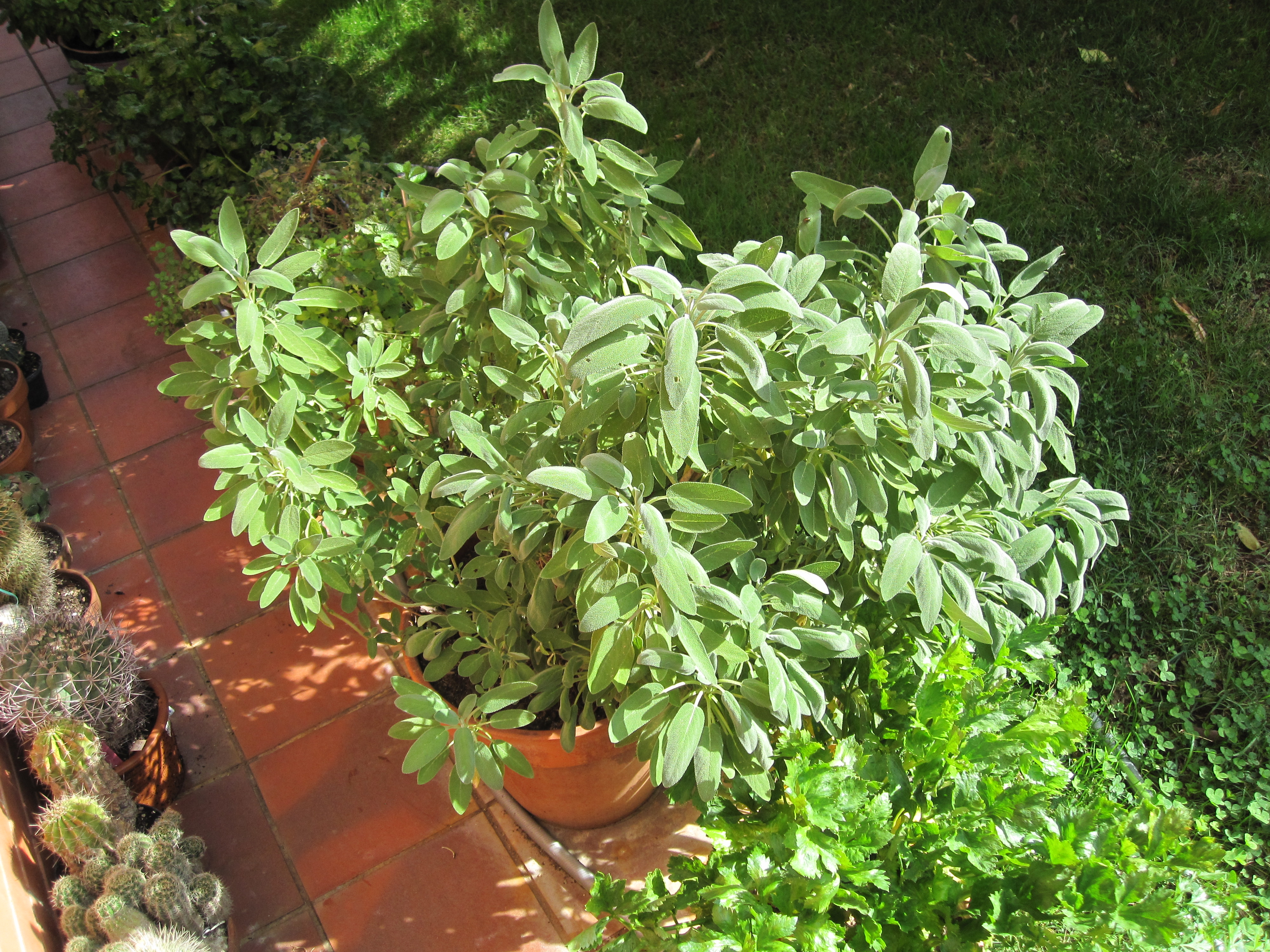
Una planta de Salvia officinalis en tiesto

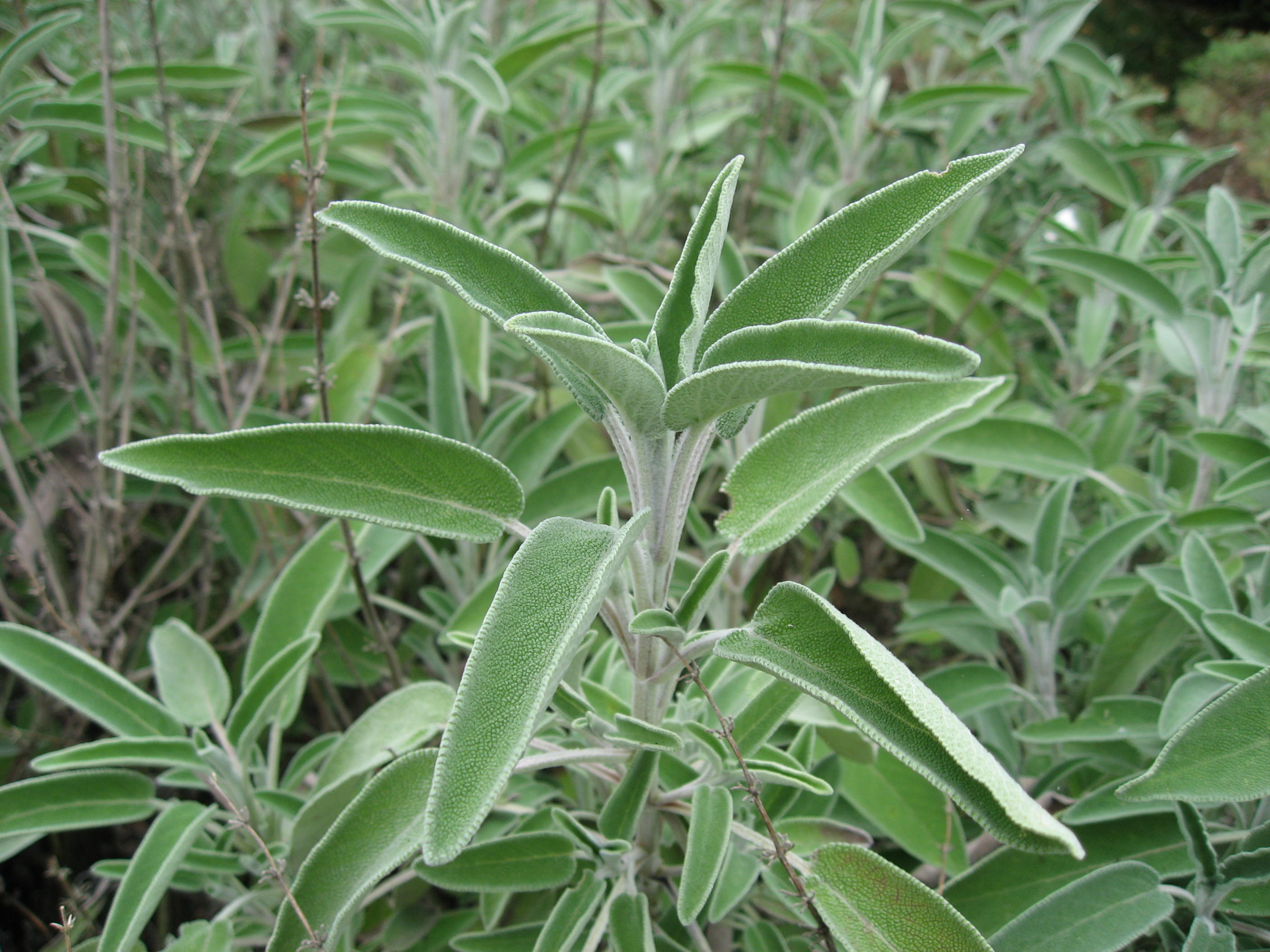
Las hojas de salvia

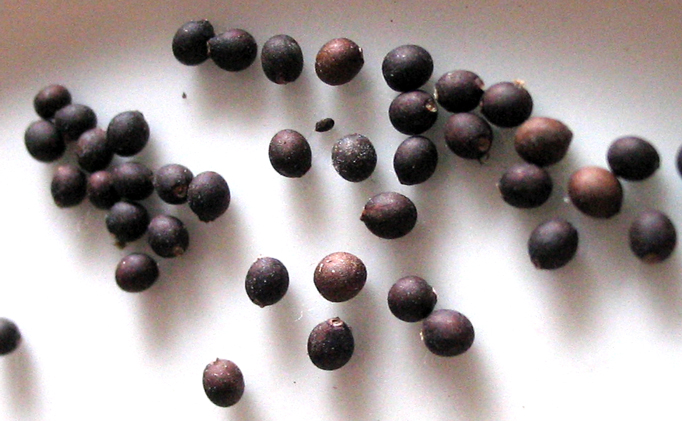
Las semillas de salvia

- Salvia officinalis subsp. gallica (W.Lippert) Reales, D.Rivera y Obón, 2004
- Salvia officinalis subsp. lavandulifolia (Vahl) Gams, 1927
- Salvia officinalis subsp. multiflora Gajić, 1973
- Salvia officinalis subsp. officinalis
- Salvia officinalis subsp. oxyodon (Webb y Heldr.) Reales, D.Rivera y Obón, 2004

## Nombres comunes
- Castellano: celima, hierba del mudo, hormigón de España, madreselva, salima, salima fina, salvia, salvia blanca, salvia con hojas de espliego, salvia de Aragón, salvia de Aragón de hojas estrechas con orejuelas, salvia de Cataluña, salvia de granada, salvia de hoja angosta, salvia de hoja estrecha, salvia de la Alcarria, salvia de Moncayo, salvia de Trillo, salvia fina, salvia fina de la Sierra, salvia hortense menor, salvia menor, salvia menuda de España, salvia oficinal, salvia real, salvia salvaje, salvia silvestre, savia, selima fina, selvia, té indígena, verdecillo.[23]